# سنبورنویل (نیوهمپشایر)
سنبورنویل (به انگلیسی: Sanbornville) شهری در ایالت نیوهمپشایر کشور ایالات متحده آمریکا است که جمعیت آن در سرشماری سال ۲۰۱۰ میلادی، ۱٬۰۵۶ نفر بوده‌است.